# الیوت گولدتورپ
الیوت گولدتورپ (انگلیسی: Eliot Goldthorp؛ زادهٔ ۲۰۰۰/۲۰۰۱ (۲۳–۲۴ سال)) بازیکن فوتبال است.
از باشگاه‌هایی که در آن بازی کرده‌است می‌توان به باشگاه فوتبال برادفورد سیتی اشاره کرد.